# Frontiers for Young Minds
Frontiers for Young Minds (FYM)は、非営利でオープンアクセスの、STEM分野の自然科学研究を扱うオンライン学術雑誌である。その最大の特徴は、掲載論文が「子供たちに読んでもらうため、子供たちによって編集される（edited by kids for kids)」ことである。カリフォルニア大学バークレー校教授の心理•神経科学者であるRobert Knightが2013年の北米神経科学学会大会で創設を宣言して以来、大手オープンアクセス学術出版社であるFrontiers Media社によって発行されている。
本誌は最先端の研究の結果を論文として出版するが、その中で8-15歳の若い科学者の卵を出版•査読プロセスに参加させている。そうした特徴的な査読プロセスや、使いやすいウェブサイト、また掲載論文においてカラフルなイラストによる分かりやすい視覚表現や、子供にも理解できる平易な文章を用いるといった取り組みが評価され、本誌は科学教育における様々な賞を受賞している。

## 出版の仕組み

### 編集プロセス
本誌の掲載論文の出版に当たっては、まず大人の科学者が、専門分野における重要概念や新発見についての論文を子供にも読みやすい形で執筆する。このとき科学研究を子供、特に小学校高学年から中高生の読者にも理解できる形にするために、キーワード集・用語集を論文に付す。
投稿した論文はまず大人の編集者によって予備的評価を受けたのち、それを通過した論文が、子供によって査読され、出版の可否が判断される。子供による査読にあたっては、科学者のメンター（主に、大学院生やポスドク）の助言を受けながら、論文の質を評価するとともにその明瞭さや読みやすさについてフィードバックを行う。その後、論文の著者と、メンター、そして大人の編集者が協力し、子供からのコメントを反映して論文の改稿を行う。
本誌の創設者であるSabine KastnerとRobert T. Knightによると、このような編集プロセスの狙いは、子供たちに様々な分野における最新の科学研究や、科学的手法、そして科学論文の査読プロセスに触れてもらうことだという。

### 編集長
- Sabine Kastner（プリンストン大学教授、神経科学者）[7]
- Robert Knight（カリフォルニア大学バークレー校教授、心理学者）

## 受賞
- アメリカ図書館協会が選定するGreat Websites for Kids（2014年）[8]
- 北米神経科学学会の神経科学教育賞（2019年）[4]